# Смелянский, Руслан Леонидович
Русла́н Леони́дович Смеля́нский (род. 1950) — советский и российский математик, доктор физ.-мат. наук, заслуженный деятель науки Российской Федерации, заслуженный профессор МГУ, член-корреспондент РАН, заведующий кафедрой автоматизации систем вычислительных комплексов факультета ВМК МГУ.

## Биография
Окончил московскую среднюю школу № 70 (1968). Служил в Советской армии (1968—1970), после демобилизации был принят на работу в Главный Вычислительный центр Госплана СССР, где работал в 1970—1972 годах.
В 1972 году Смелянский поступил на факультет вычислительной математики и кибернетики МГУ, который окончил по кафедре автоматизации систем вычислительных комплексов в 1977 году, затем в 1977—1980 годах обучался в аспирантуре ВМК МГУ.
Кандидат физико-математических наук (1980, диссертация «Многоаспектная фильтрация программ», научный руководитель Л. Н. Королёв).
Доктор физико-математических наук (1990, диссертация «Анализ производительности многопроцессорных систем на основе инварианта поведения программ». Ведёт педагогическую деятельность — подготовил 28 кандидатов наук. Автор многих научных работ.
Присвоено учёное звание профессора (1994). Заслуженный деятель науки Российской Федерации (2002). Заслуженный профессор МГУ (2010). Член-корреспондент РАН (2011).
С 1980 года работает на кафедре автоматизации систем вычислительных комплексов ВМК МГУ в должностях: ассистента (1980—1987), доцента (1987—1991), профессора (с 1991). В 1984 года создал и возглавляет по настоящее время лабораторию вычислительных комплексов ВМК МГУ. С 1992 года возглавляет лабораторию «Системы SUN в образовании и научных исследованиях» (с 2004 года переименована в лабораторию «Информационные системы в образовании и научных исследованиях» ВМК МГУ). С 2012 года эта лаборатория была преобразована в лабораторию Безопасности информационных систем.
Исполнял обязанности заместителя декана факультета ВМК МГУ по вычислительной технике (1982—1988).
На основе исследований, выполненных в период 1984—2001 гг. в области Распределённых встроенных систем жёсткого реального времени, разработал математические модели и алгоритмы функционирования для информационно-вычислительных систем современных летательных аппаратов. На основе этих результатов лабораторией вычислительных комплексов МГУ была разработана технология и инструментарий для построения стендов интеграции бортовых комплексов авионики по заказу ОКБ Сухой.
Кроме научной, занимался предпринимательской деятельностью. В 1992 году создал компанию РЕДЛАБ, которая в период с 1992 по 2012 занималась консалтингом, информационными системами и услугами подготовки персонала для отечественных ИТ-компаний. Руководил в МГУ программами Cisco Network Academy и SAP University Alliance. С 2007 года (по совместительству) — первый заместитель главного конструктора НИИ «Аргон».
В 2011 году создал Центр Прикладных Исследований Компьютерных Сетей — некоммерческую научно-исследовательскую организацию, ориентированную на проведение исследований в области компьютерных сетей нового поколения, инфраструктуры облачных вычислений, обработки Больших Данных, Интернета Вещей. За 2012—2017 год при поддержке Фонда Сколково Центр выполнил цикл исследований в области Software Defined Network, Network Function Virtualization технологий, разработал образцы отечественных продуктов для сферы телекоммуникаций, центров обработки данных.
Летом 2019 года вместе с рядом других академиков, членкоров и профессоров РАН подписал Письмо в поддержку В. В. Кудрявцева — пожилого математика из ЦНИИмаш, обвинённого в государственной измене за участие в открытом международном космическим проекте Transhyberian, выполнявшимся в рамках Седьмой рамочной программы Евросоюза и при наличии всех требовавшихся законодательством разрешений по этому поводу.